# マティアス・ゲルツァー
マティアス・ゲルツァー（ドイツ語: Matthias Gelzer、1886年12月19日 - 1974年7月23日）は、ドイツの古代史教授。専門は古代ローマ。ノビレス（共和政ローマ中期以降の支配層）による支配体制（ノビリタス支配）を説明するパトロネジ論で知られる。バーゼル大学、フランクフルト大学名誉博士。プロイセン・アカデミー、ハイデルベルク・アカデミー、バイエルン・アカデミー、スウェーデン・アカデミー、ノルウェー・アカデミー会員。

## 略歴
1886年12月19日、スイスのバーゼル＝ラント準州リースタルでプロテスタント牧師の父カールと妻エリザベートの7人兄弟の長男として生まれる。自身も1897年にバーゼルで牧師となっている。父方の祖父ヨハン・ハインリッヒ・ゲルツァーはベルリン大学で歴史学の教授を、伯父のハインリッヒはイェーナで文献学と古代史の教授を務めており、母方の曾祖父ヴィルヘルム・ヴィッシャーと同名の祖父、そしておじエベラールも歴史関係の教授であった。
ゲルツァーもバーゼル大学で古典文献学を学ぶ。そこでギリシャ語学者アルフレッド・ケルテに強い衝撃を受け、パピルスに興味を持った彼は5年在学した後ライプツィヒ大学へ移り、1906年に新設された古代史科でウルリッヒ・ウィルケンの教えを受け、1909年に論文Studien zur byzantinischen Verwaltung Ägyptens（ビザンツ帝国のエジプト統治に関する研究）を書き上げた。
1910年に一時的にバーゼルへ戻った後、フライブルク大学へ移り、キケロの著作を研究することによって、当時のノビリタス支配構造を構成する重要な要素としてパトロネジ論を見いだし、1912年に教授資格論文Die Nobilität der römischen Republik（共和政ローマのノビリタス）を書き上げ、テオドール・モムゼン以来の新しい共和政ローマ像を更新、確立した。この論文は、歴史家エルンスト・ベイディアンが「19世紀から20世紀への共和政ローマ歴史研究の扉を開くカギ」と評価し、輝かしいものではあるが、後にピーター・アストバリー・ブラントやモーゼス・フィンリーによって再検討され、ファーガス・ミラーは、裁判弁論を重視するあまり立法を軽視し、利用している出典を遙かに超えた結論を出しており、読む人に誤解を与えかねない、と批判している。
1913年に同郷のマリアンヌ・ワケナゲルと結婚したが、第一次世界大戦ではスイス兵として従軍し、1915年にプロイセンから招聘されてグライフスヴァルト大学へ移ると、1918年にはストラスブール大学へ招聘された。しかし戦争の終結によって現地のドイツ系大学が閉鎖され、一時バーゼルへ戻ったものの、すぐにフランクフルト大学に招聘され、ここでカエサルをアウグストゥスの帝政ローマ時代まで見据えて分析し、彼をローマ史の中心として伝記を書き上げた。1924年に学長に就任すると、その後幾度が務め、第三帝国の干渉から大学や関係者を守ることに尽力し、プロテスタント教会でも活動した。1923年には『パウリ古典事典（RE）』のルキウス・セルギウス・カティリナ、1926年にはマルクス・リキニウス・クラッスス、ルキウス・リキニウス・ルクッルスの項目を執筆している。
第二次世界大戦終結後から1955年に引退するまでの10年間は、破壊された大学の復興に努め、引退後も後援者として活動し、また83才まで大学のプロゼミナールで教えることを楽しみとしていた。古代史総説論文誌『Gnomon』編集委員を1925年の創刊時から1962年まで務めた。

## 人物
5人の子に恵まれたが、1928年に妻マリアンヌをガンで失った。翌年フランクフルト出身のゲーテ・ブラウアーと再婚。長男イタルも古典文献学を研究していたが、ドイツ国防軍に従軍し1941年に命を落とした。授業は厳格で徹底した原典読解を行い、準備不足な者には厳しかったが、学生からの評価は高かった。数多くの書評を手がけ、一般向け講演も多数行なっている。
敬虔なキリスト教徒であり、晩年までその明晰さは衰えることがなかった。ドイツ文学、フランス文学にも精通しており、優れたチェロ奏者でもあったという。晩年はジュラ州に父が購入した別荘で過ごすことを好み、自分でバウキスとピレーモーンに例えるほど夫婦仲は良かった。70過ぎに心臓を患い、最後は膀胱の病気で息を引き取ったという。

## 著書
- Die Nobilität der römischen Republik（共和政ローマのノビリタス）（1912）
- Cäsar. Der Politiker und Staatsmann（カエサル、政治家そして元首）（1921）
  - 長谷川博隆 訳『ローマ政治家伝I　カエサル』名古屋大学出版会、2013年。ISBN 9784815807351。
    - 旧訳版『カエサル』「偉大な生涯」筑摩書房、1968年
- Cato Uticensis（ウティカのカト）（1934）
- Pompeius（ポンペイウス）（1949）
  - 長谷川博隆 訳『ローマ政治家伝II　ポンペイウス』名古屋大学出版会、2013年。ISBN 9784815807368。
- Cicero（キケロ）（1969）
  - 長谷川博隆 訳『ローマ政治家伝III　キケロ』名古屋大学出版会、2014年。ISBN 9784815807375。